# Списак музеја у Црној Гори
Списак музеја у Црној Гори

## Бар
- Завичајни музеј у Бару (Дворац краља Николе)

## Беране
- Полимски музеј

## Бијело Поље
- Завичајни музеј Бијело Поље

## Будва
- Музеј града Будве (Археолошки музеј)
- Спомен дом „Стефан Митров Љубиша”
- Модерна галерија

## Даниловград
- Завичајни музеј Даниловград
- Умјетничка колонија Даниловград

## Колашин
- Завичајни музеј Колашин

## Котор
- Поморски музеј Црне Горе
- Музеј мачака

## Никшић
- Завичајни музеј Никшић (Дворац краља Николе)

## Пераст
- Музеј града Пераста
- Госпа од Шкрпјела

## Плав
- Реџепагића кула - Завичајна етнографска збирка

## Пљевља
- Завичајни музеј Пљевља

## Подгорица
- Музеј града Подгорице
- Модерна галерија
- Галерија Ристо Стијовић
- Куслеова кућа
- Центар савремене умјетности Црне Горе
- Природњачки музеј Црне Горе

### Медун
- Музеј Марка Миљанова

## Ријека Црнојевића
- Кућа Светог Петра Цетињског

## Рисан
- Римски мозаици Рисан

## Рожаје
- Завичајни музеј „Ганића кула”
- Музеј „Кућа Пепића”

## Тиват
- Етнографски музеј
- Збирка поморског наслеђа (Порто Монтенегро)
- Музеј и галерија Тиват
- Галерија летњиковца Бућа

## Улцињ
- Завичајни музеј у Улцињу

## Херцег Нови
- Завичајни музеј Херцег Нови

## Цетиње
- Народни музеј Црне Горе 
  - Историјски музеј Црне Горе (стална поставка у Владином дому)
    - Музеј краља Николе
    - Музеј Петра II Петровића Његоша (Биљарда)
    - Његошева родна кућа
    - Његошев маузолеј на Ловћену
    - Дворска црква на Ћипуру
    - Маузолеј Владике Данила на Орловом кршу
    - Рељефна карта Црне Горе

  - Уметнички музеј Црне Горе 
    - Галерија савремене уметности Дадо Ђурић
    - Атеље Дадо,

  - Етнографски музеј Црне Горе
  - Археолошки музеј са Лапидаријумом